# Universitätsarchiv Leipzig
Das Universitätsarchiv Leipzig ist eine zentrale Einrichtung der Universität Leipzig. Es ist eines der größten europäischen Universitätsarchive und birgt eine von der Gründung der Universität von 1409 reichende Überlieferung von ca. 7000 laufenden Metern Akten und ca. 2000 Urkunden. Aber auch Film- und Fotomaterial zur Geschichte der Hochschule ist vorhanden. Dementsprechend ist die Zahl der Anfragen der Archivbenutzer sehr hoch. So ist das Universitätsarchiv zugleich auch ein moderner Verwaltungsapparat, in dessen Aufgabenbereich neben der Bewahrung und Konservierung der überlieferten Bestände auch als Dienstleister der Wissenschaft wie auch der akademischen Selbstverwaltung fungiert.

## Geschichte
Schon in den ersten Statuten der Universität von 1410 wurde der Wahlmodus und die Verantwortungsbereiche des Rektors in einem Regelwerk festgeschrieben. Zum Verantwortungsbereich des Rektors gehörte die Verwahrung des Universitätsschatzes. Darunter verstand man den sogenannten eisernen Kasten, in dem sich das Geldvermögen, die Urkunden über die Privilegien und das Siegel befanden. Zugang hatte der Rektor nur im Beisein von zwei weiteren Wahlmännern. Die älteren Statutenbücher wurden 1861 von dem Germanisten Friedrich Zarncke herausgegeben. Weitere ältere Urkunden der Universität gab Bruno Stübel heraus. Der Rektor hatte den Universitätsschatz persönlich seinem Nachfolger zu übergeben.
Zu Beginn des 16. Jahrhunderts begann die Schriftform in der Verwaltung eine zunehmende Bedeutung zu gewinnen, so dass sich Mitte des 16. Jahrhunderts der Rektor der Universität, Caspar Borner, zu einer Universitätsreform genötigt sah, um Ordnung in die Rektoratsdokumente zu bringen, wobei er aber in die Dokumentensammlungen der Universitätskorporationen nur zögerlichen, oder gar keinen Einblick erhielt. Das wiederum lag auch wesentlich an einem Desinteresse der Korporationen, ihre Vermögensverhältnisse zu offenbaren. Erst als Folge der Universitätsreform von 1830 fand das Universitätsarchiv 1834 das Interesse der Landesregierung, weil es in einem „beklagenswerten Zustande“ vorgefunden wurde. Prinzipiell ging es dem Ministerium für Kultus und öffentlichen Unterricht in Dresden um Unterlagen, die Auskunft über das Vermögen der Universität gaben, um sie der Kontrolle der Staatsverwaltung zu unterziehen, und nur vorgegebenermaßen um das Archiv selbst und dessen Zustand. 
Der 1934 zum Universitätsarchivar berufene Richard Walter Franke hatte bereits 1937 damit begonnen, Vorkehrungen zum Schutz von Beständen der Universität gegenüber Flugzeugangriffen zu treffen. So regte er zum Kriegsbeginn an, die besonders wertvollen Stücke in die bombensicheren Kellerräume des Augusteums auszulagern.  Das wiederum zeugt von Weitsicht dieses Archivars. Die ältesten Archivalien wurden vorsorglich in das Umland ausgelagert. Einige Bestände lagerten im Schloss Mutzschen. Während die im Augusteum verbliebenen Bestände den Angriff unbeschadet überstanden, hatten die Institutsgebäude der Theologischen Fakultät und der Juristenfakultät den Bombenangriff vom 4. zum 5. Dezember 1943 nicht überstanden und brannten völlig aus. Nur ein Teil der Institutsarchive konnte gerettet werden. Diese wurden zunächst von der sowjetischen Besatzungsmacht übernommen und 1958 wieder an das Universitätsarchiv Leipzig herausgegeben.
Die Universität blieb nicht von den Repressionen stalinistischer Herrschaft verschont, wie allein die Sprengung der Paulinerkirche beweist. Auch die Aufarbeitung des stalinistischen Terrors wie auch der studentische Widerstand dagegen sind Aspekte auch eigener Geschichte, denen sich das Universitätsarchiv Leipzig verpflichtet fühlt. Das äußert sich auch in entsprechenden Publikationen unter anderem zu Herbert Belter beziehungsweise der sogenannten Belter-Gruppe. In besonderer Weise haben sich hierbei auch die Archivdirektoren Gerald Wiemers (1941–2021) und Jens Blecher hervorgetan.
Als eines der ersten speziellen Archivzweckbauten zwischen der Universitätskirche und dem Augusteum wurde im Zuge der Umgestaltung des Gebäudekomplexes von Albert Geutebrück in den Jahren 1893–1897 durch Arwed Roßbach 1898 der Stahlbetonbau für das Magazingebäude nach seinen Plänen errichtet, wobei sich im unteren Teil der Eingang für die Besucher und zur Kirche befand, im oberen das Archiv selbst. Zentral untergebracht wurde darin das Rektoratsarchiv, während die Instituts- und Fakultätsarchive separat untergebracht waren. In der Folge der Sprengung der Universitätskirche 1968 erfolgte auch deren Sprengung zusammen mit dem gesamten Universitätsareal, ohne dass die Kriegseinwirkungen dieses notwendig erscheinen ließen. Zunächst war das Universitätsarchiv im Gebäude der Universitätsbibliothek untergekommen, das selbst während des Kriegs schwer gelitten hatte. Eine gewisse Besserung der Raumverhältnisse ließ sich erst ab 1992 mit dem Umzug in die Oststraße durchsetzen. Doch auch diese räumlichen Verhältnisse wurden der Bestandsgröße auf die Dauer nicht gerecht, so dass 2010 ein abermaliger Umzug in die Prager Straße 4–6 nötig wurde.

### Direktoren
- Richard Walter Franke (1934–1950)
- Renate Drucker (1950–1977)
- Gerhild Schwendler (1977–1992)
- Gerald Wiemers (1992–2006)
- Uwe Schirmer (2006–2009)
- Jens Blecher (seit 2009)

## Bestände
Die Bestände dokumentieren die über 600-jährige Geschichte dieser Hochschule. So sind unter ihnen Fakultätsakten, Promotions- und Personalakten, Protokolle des akademischen Senates, Gerichtsakten, die auch Karzerstrafen von Studenten festhielten. Überliefert ist auch der Komplettbestand der Nationes und Kollegien, in die die alte Universität bis zur Universitätsreform von 1830 gegliedert war. So gibt es weiterhin  Nachlässe von Professoren und anderer Universitätsangehöriger, die den Ruf der Universität Leipzig begründeten, darunter Wilhelm Wundt, Moritz Wilhelm Drobisch, Eduard Erkes.
Zu den bedeutendsten Beständen gehören die Matrikel, mit deren Edition unter Richard Georg Erler begonnen wurde. Die Edition wird bis heute fortgeführt.
Zu den Traditionen der Leipziger Universität gehörte es, die Professoren zu porträtieren. Daran schließt sich ein Projekt anlässlich des Jubiläums 2009 an.
Wesentlicher Teil der Archivarbeit im Universitätsarchiv ist es, Bestände durch Digitalisate online zugänglich zu machen. Dazu gehören unter anderem auch Zeitungen wie die Universitätszeitung und die Wissenschaftlichen Zeitschrift und Fotografien.